# Nepo baby

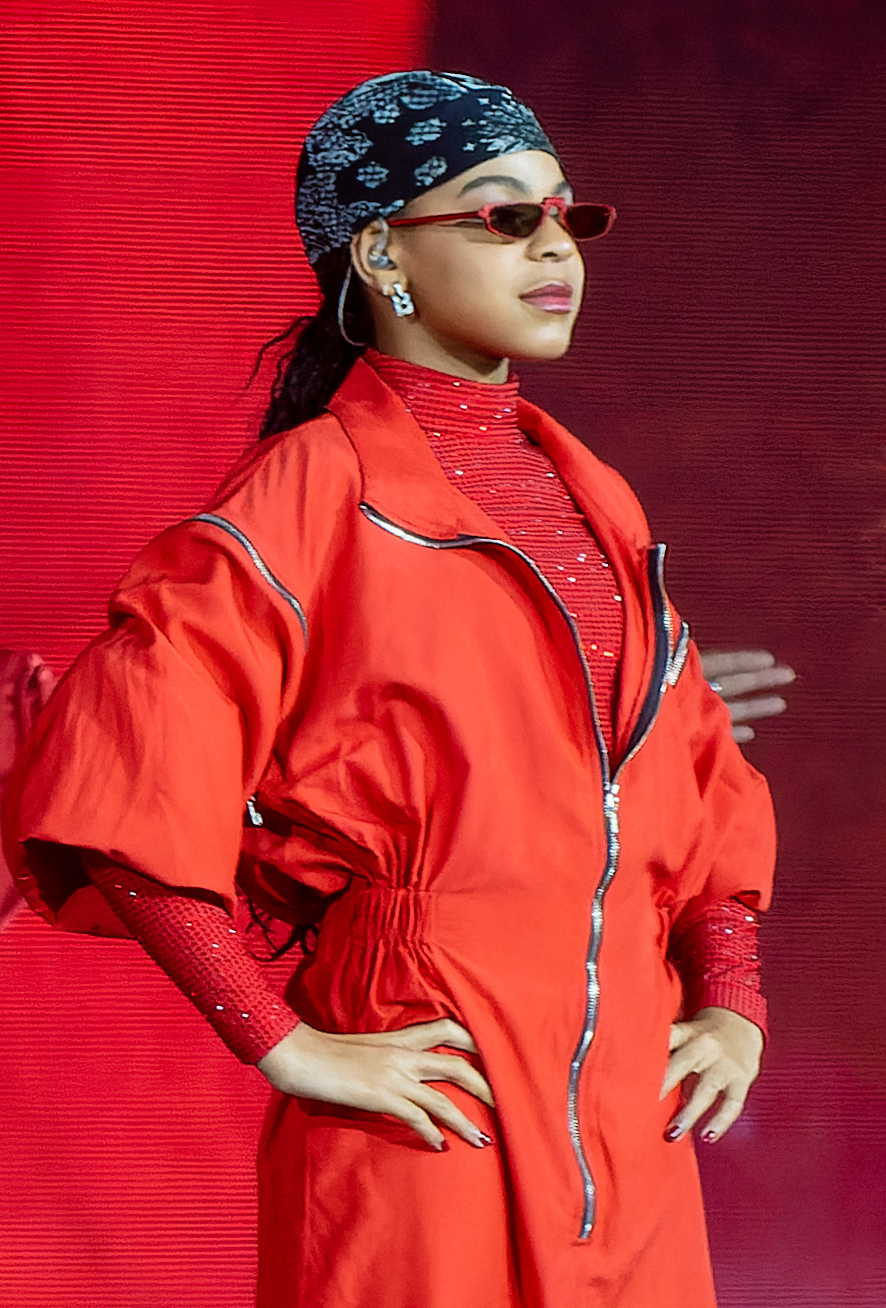
Blue Ivy Carter, filha de Beyoncé e Jay Z. Blue Ivy apareceu em álbuns, shows, videoclipes, documentários e filmes feitos por ou envolvendo seus pais e foi alvo de acusações de ter se beneficiado de nepotismo.

Nepo baby é um termo que se refere a celebridades cujos pais tiveram sucesso nas mesmas carreiras ou em carreiras relacionadas. Como os seus pais já tinham ligações a uma indústria, a criança foi capaz de usar essas ligações para construir uma carreira nessa indústria. Geralmente é usado de forma pejorativa para indicar uma celebridade cuja fama e sucesso são considerados imerecidos.
A palavra "nepo" é abreviação de nepotismo, enquanto "baby" significa bebê ou progenitura.

## Origem
O termo "nepotism baby" (em português:  bebê nepotista) foi popularizado pela primeira vez no início dos anos 2010, após décadas de uso, e foi abreviado pela primeira vez para "nepo baby" em 2020. De acordo com Nate Jones do Vulture, "Um dos primeiros casos de nepotismo, baby sendo abreviado para 'nepo baby', aparece em uma postagem de 2020 do blog Pop Culture Died in 2009".
O termo abreviado se tornou popular em 2022 no Twitter, quando um usuário tuitou sobre Maude Apatow, filha do diretor Judd Apatow e da atriz Leslie Mann, que estrelava a série de televisão Euphoria. Isso fez com que o termo “nepo baby” se tornasse uma tendência no TikTok, à medida que os usuários apontavam vários outros nepo babies de celebridades. O termo ganhou ainda mais popularidade depois que a revista New York publicou uma lista de nepo babies e chamou 2022 de "o ano do Nepo Baby". Eles exploraram quais celebridades eram nepo babies, como ficaram famosos e as escolas que essas figuras frequentavam.  Outras publicações que cobriram o tópico incluem The New York Times , Vox, Forbes, e CNN.
Em 2023, Hailey Bieber, da família Baldwin, adotou o termo, vestindo uma camisa que dizia “nepo baby”. Hopper Penn teria dito que rejeita ser rotulado como tal. Allison Williams, que trabalhou com Lena Dunham em Girls da HBO, afirmou sobre Dunham e outros serem rotulados por muitos como "nepo babies": "Não parece uma perda admitir isso. Se você confia em sua própria habilidade, acho que fica muito simples de reconhecer." Rachael Maddux do BuzzFeed, no entanto, contestou que Dunham pudesse ser classificado como um "nepo baby".
Exemplos de "nepo babies" incluem Billie Eilish, Meghan Markle, Lena Dunham, Chris Pine e Daisy Edgar-Jones.

## Análise
Os utilizadores do termo afirmam frequentemente que os "nepo babies", bem como aqueles que vêm de famílias ricas em geral, são pouco representados nos meios de comunicação social, quando comparados com os da classe trabalhadora ou de meios "normais". Por exemplo, em um artigo de humor de dezembro de 2022 sobre "nepo babies" da The New Yorker, o ator Adam Driver, que veio de origens humildes, foi apontado como um "talento criado por si mesmo... em um mar de Lily-Rose Depps, seja um Adam Driver". Em outro artigo do Vulture, Kevin Lincoln observou que Driver foi descoberto por sorte, bem como por seus próprios méritos.
Tais exemplos são mencionados como provas pelos proponentes de que não existe uma meritocracia e de que o trabalho árduo, por si só, é suficiente para alcançar o sucesso.

## Críticas ao termo
Algumas publicações, incluindo de BuzzFeed e a revista feminista Jezebel, criticaram os termos "nepo baby" e "industry baby" por aplicarem privilégios sociais de forma muito vaga, ou vantagens especiais conferidas a certos grupos em detrimento de outros grupos, a certas figuras públicas.
Em novembro de 2022, Lily-Rose Depp, filha dos atores Johnny Depp e Vanessa Paradis, bem como atriz principal da série de televisão de 2023 The Idol, criticou os termos "nepo baby" e "industry baby" como sexistas e misóginos. Arwa Mahdawi, do The Guardian, contestou a afirmação de Depp, afirmando: "Não fiz uma análise detalhada dos dados das aplicações do termo baseadas em gênero, mas posso pensar em muitos homens que foram chamados de 'nepo baby', Brooklyn Beckham e Jaden Smith são dois exemplos de destaque".
Em 2023, os ilusionistas Penn & Teller disseram acreditar que o termo era “outra forma de a Internet ficar ressentida”. Penn Jillette disse que não gostou que o termo estivesse sendo aplicado à sua filha Moxie.
Lívian Aragão, filha do humorista Renato Aragão, chamou Fernanda Torres, filha de Fernanda Montenegro e Fernando Torres, de "nepo baby" ao parabenizá-la por ganhar o prêmio de Melhor Atriz de Filme Dramático no Globo de Ouro. Após críticas, Lívia alegou que o termo "nepo baby" não foi usado para desmerecer Fernanda Torres, que já se posicionou contra o uso do termo.